# Бардакове князівство
Ба́рдакове князівство — мансійсько-селькупське політичне об'єднання в Західному Сибіру, що утворилася в кінці XV століття. Було васалом Сибірського ханство. У 1594 році підкорено Московським царством. Ліквідовано у 1617 році.

## Історія
Утворилася наприкінці XV ст. Точна самоназва не відома. Так його іменували московські загарбники за іменем тодішнього володаря Ба́рдака. Ба́рдакове князівство простягалася від гирла річки Тром-Аган вниз до сучасного Сургута (тут розташовувалася столиця князівства) і далі по Обі (і Юганської Обі), охоплюючи частину басейну річки Балика. До складу князівства входили землі басейнів річок Пім, Великий і Малий Юган. Крім того, данниками князя вважалися селькупи, які проживають у верхів'ях річки Пур. Загалом відповідає сучасному Сургутському району Ханти-Мансійського автономного округу.
На заході мало кордони з білогорським князівством, на сході — Рябою ордою, на півночі — Казимським князівством та ненецькими племенами, на півдні — Сибірським ханством. Ймовірно утворилося після занепаду Тюменського ханства у 1496 році. Проте стосовно стосунків із сусідами замало відомостей. Ймовірно саме Бардак став об'єднувачем місцевих племен у єдине політичне об'єднання.
У 1563 році визнало залежність від Кучума, володаря Сибірського ханства. У 1583 році після поразки Кучума від військ Єрмака, князь Ба́рдак (інші варіанти Бардика або Барца) зайняв нейтральну позицію стосовно кучумовичів та Московського царства. Це дозволило тривалий час зберігати свої землі від атак. Але у 1594 році за наказом царя князь Федор Барятинський рушив до князівства задля заснування Сургутського острога, який вважався необхідним для подальшого підкорення Рябої орди. Проте Ба́рдак не збирався спокійно спостерігати за діями московитами. Барятинський разом з кодським князем Ічігеєм раптовим ударом підійшов до столиці князівства, де заховався Ба́рдак. Останній тривалий час чинив запеклий спротив, але не зміг протидіяти гарматам. В результаті змушений був здатися.
Присягнувши на вірність московському царю Бардак зберіг деяку незалежність. Князь Бардак, як і колись, наказував своїми людьми, вершив суд і збирав ясак, але вже сам змушений був підкорятися наказам, платити данину і відповідати в суді за потребою. У 1598 році 100 вояки Бардака брали участь у поході проти Воні, князя Рябої орди. Згодом Бардак доніс московським воєводам про союз Воні та хана Кучума.
У 1602 воїни князя Бардака брали участь у війні московитів з князем Малої Рябої орди Кічеєм, в результаті поразки останнього до земель Бардакова князівства було приєднано частину Рябої орди. У 1610 році приєднано одну з волостей Кодського князівства.
У 1617 (за іншими даними в 1619) сини Бардака — Тонья і Суєта — зі своїми людьми захопили скарбницю на 400 карб., вбивши кількох служилих московитів. У Сургуті сталася паніка і проти повсталих було послано загін на чолі з піддячим Іваном Афанасьєвим. Придушення цього виступу призвело до усунення від управління в князівстві прямих нащадків Бардака. Згодом цю місцевість в документах називали вже не князівством, а Бардакова волость.